# Tom Clancy’s Rainbow Six: Lockdown
Tom Clancy’s Rainbow Six: Lockdown ist ein taktisches Ego-Shooter-Computerspiel, das von Red Storm Entertainment entwickelt und von Ubisoft veröffentlicht wurde. Es ist der vierte Teil der Rainbow Six Computerspielserie. Es erschien am 6. September 2005 für PlayStation 2 und Xbox. Am 27. September 2005 erschien eine Fassung für den GameCube. Die Version für Microsoft Windows wurde am 16. Februar 2006 veröffentlicht. Mit Tom Clancy’s Rainbow Six: Critical Hour existiert ein direkter Nachfolger.

## Spielprinzip
Es gilt als Anführer einer Spezialeinheit Ziele wie Bombenentschärfung und Geiselbefreiung zu absolvieren. Das durch die Vorgänger etablierte Prinzip wurde verworfen und vereinfacht. Die Planungsphase vor Einsätzen wurde gestrichen. Statt drei Teams wird nun nur ein Team mit drei Kameraden befehligt und auch nur noch als Gesamtheit anstatt jeder Einsatzkraft separat.

## Rezeption
Der Einzelspieler-Teil sei Enttäuschung. Vor allem aber stecke in dem Spiel nicht das drin, was der Serienname vermuten lasse. Taktik und Realismus fehlen. Die Computerspieler seien unfähig und das größte Problem des Spiels. Erst im Mehrspielermodus käme das Spiel positiver zur Geltung. Die Darstellung können sich sehen lassen. So erinnere das Spiel eher an einen klassischen Ego-Shooter, der jedoch Mittelmaß bleibe. Auf der Konsole könne das Spiel technisch nicht überzeugen. Die Fassung für GameCube falle mit seinem abwechslungsarmen Mehrspieler nur im Splitscreen am stärksten ab. Mängel der Konsolenfassung wurden trotz längerer Entwicklungszeit für den PC nicht behoben.